# Hamid Dastmalchi
Hamid Dastmalchi (* 1952 im Iran) ist ein professioneller amerikanisch-iranischer Pokerspieler. Er gewann 1992 die Poker-Weltmeisterschaft und ist insgesamt dreifacher Braceletgewinner der World Series of Poker.

## Pokerkarriere

### Werdegang
Dastmalchi gewann bei der World Series of Poker (WSOP) in Las Vegas 1986 ein Turnier der Variante No Limit Hold’em und sicherte sich ein Bracelet sowie den Hauptpreis von 165.000 US-Dollar. Mitte Mai 1992 entschied er bei der WSOP das Main Event für sich und erhielt eine Siegprämie von einer Million US-Dollar sowie sein zweites Bracelet. Auch bei der WSOP 1993 gewann der Amerikaner ein Turnier und erhielt sein drittes Bracelet und 114.000 US-Dollar. Seine bis dato letzte Geldplatzierung erzielte er im Juni 2002 beim Main Event der World Poker Tour.
Insgesamt hat sich Dastmalchi mit Poker bei Live-Turnieren mehr als 1,5 Millionen US-Dollar erspielt. Er war 1999 in einen Rechtsstreit mit Binion’s Horseshoe verwickelt. Die neue Geschäftsführung unter Becky Behnen wollte ihm seine im Cash Game gewonnenen mehr als 800.000 US-Dollar nicht auszahlen, die er als Chips besaß. Diese hatte er jedoch vor dem Verkauf der Kasinoanteile von Jack Binion an seine Schwester Becky gewonnen. Ein Spielausschuss stellte schließlich fest, dass das Geld auszuzahlen war.

### Braceletübersicht
Dastmalchi kam bei der WSOP zehnmal ins Geld und gewann drei Bracelets:
| Jahr | Buy-in (in $) | Turnier                                          | Teilnehmer | Preisgeld (in $) |
| ---- | ------------- | ------------------------------------------------ | ---------- | ---------------- |
| 1986 | 01.500        | No Limit Hold’em                                 | 302        | 0.165.000        |
| 1992 | 10.000        | No-Limit Hold’em Main Event – World Championship | 201        | 1.000.000        |
| 1993 | 02.500        | Pot Limit Hold’em                                | 114        | 0.114.000        |